# The Favor (1994)
The Favor is een Amerikaanse romantische komedie uit 1994, onder regie van Donald Petrie. De hoofdrollen worden vertolkt door Elizabeth McGovern, Harley Jane Kozak, Bill Pullman, Brad Pitt en Ken Wahl.

## Verhaal
Kathy is gelukkig getrouwd met Peter, maar de laatste tijd zit de klad in hun relatie. Ze vraagt zich af hoe het had kunnen lopen als ze met haar schoolvriendje Tom samen was gebleven. Omdat ze getrouwd is vraagt ze haar vriendin Emily om Tom op te zoeken en met hem naar bed te gaan, zodat ze vervolgens aan Kathy kan vertellen hoe het was. Wanneer Emily Kathy vertelt dat het geweldig was, lijdt hun vriendschap eronder, net als Kathy's huwelijk. De situatie wordt nog ingewikkelder wanneer Emily ontdekt dat ze zwanger. 

## Rolverdeling
| Acteur             | Personage     |
| ------------------ | ------------- |
| Harley Jane Kozak  | Kathy Whiting |
| Elizabeth McGovern | Emily Embry   |
| Bill Pullman       | Peter Whiting |
| Brad Pitt          | Elliot Fowler |
| Ken Wahl           | Tom Andrews   |
| Ginger Orsi        | Gina          |
| Leigh Ann Orsi     | Hannah        |
| Larry Miller       | Joe Dubin     |
| Gary Powell        | Fishermen     |

## Release en ontvangst
The Favor werd gedraaid in 1990 maar ging pas in première in 1994 ten gevolge van het faillisement van Orion in 1991.
De film kreeg overwegend negatieve kritieken. Op Rotten Tomatoes behaalde de film een score van 27% (11 recensies). Op Metacritic kreeg de film een score van 51 op 100 (11 recensies), wat duidt op "gemengde of gemiddelde beoordelingen".